# Seznam ministrů zemědělství a rozvoje venkova Slovenské republiky
Toto je seznam ministrů zemědělství Slovenské republiky, který obsahuje chronologický přehled všech členů vlády Slovenské republiky (včetně autonomních slovenských vlád za druhé republiky, Sborů pověřenců i slovenských vlád v rámci československé federace) působících v tomto úřadu.

## Ministři zemědělství v autonomních vládách Slovenska v letech 1938–1939
| # | Jméno           | Fotografie | Strana    | Vláda                 | Funkční období                    | Poznámky |
| - | --------------- | ---------- | --------- | --------------------- | --------------------------------- | --- |
| 1 | Pavol Teplanský |            | HSĽS-SSNJ | 1. a 2. vláda J. Tisa | 7. října 1938 – 20. ledna 1939    | V 1. Tisově vládě ministr zemědělství, obchodu, veřejných prací a financí. V 2. ministr financí, obchodu, zemědělství |
| 2 | Peter Zaťko     |            | HSĽS-SSNJ | vláda Karola Sidora   | 11. března 1939 – 14. března 1939 | Ministr průmyslu, obchodu a živností a ministr zemědělství.                                                           |

## Pověřenci zemědělství ve slovenských Sborech pověřenců (SP) v letech 1944–1960
| # | Jméno                      | Fotografie | Strana    | Sbor pověřenců                                                           | Funkční období                      | Poznámky |
| - | -------------------------- | ---------- | --------- | ------------------------------------------------------------------------ | ----------------------------------- | --- |
| 1 | Ján Ursíny a Michal Falťan |            | DS KSS    | SP 7. 2. – 21. 2. 45                                                     | 7. února 1945 – 21. února 1945      | Pověřenci pro zemědělství a pozemkovou reformu. |
| 2 | Ján Ursíny                 |            | DS        | SP 21. 2. – 11. 4. 45                                                    | 21. února 1945 – 11. dubna 1945     | Pověřenec pro zemědělství a pozemkovou reformu (Michal Falťan zástupcem pověřence).                                                                  |
| 3 | Martin Kvetko              |            | DS        | SP 11. 4. – 18. 9. 45 SP 18. 9. 45 – 16. 8. 46 SP 16. 8. 46 – 18. 11. 47 | 11. dubna 1945 – 18. listopadu 1947 | Pověřenec pro zemědělství a pozemkovou reformu (od 16. srpna 1946 pověřenec zemědělství).                                                            |
| 4 | Jozef Styk                 |            | DS        | SP 18. 11. 47 – 23. 2. 48                                                | 18. listopadu 1947 – 21. února 1948 | Pověřenec zemědělství. 21. února 1948 demisionován.                                                                                                  |
| 5 | Gustáv Husák               |            | KSS (KSČ) | SP 18. 11. 47 – 23. 2. 48                                                | 24. února 1948 – 6. března 1948     | Pověřenec zemědělství. Pověřen řízením úřadu 24. února po demisi Jozefa Styka.                                                                       |
| 6 | Michal Falťan              |            | KSS (KSČ) | SP 6. 3. – 18. 6. 48 SP 18. 6. 48 – 17. 12. 54                           | 6. března 1948 – 20. září 1951      | pověřenec zemědělství a pozemkové reformy. Od 18. června 1948 pověřenec zemědělství.                                                                 |
| 7 | Marek Čulen                |            | KSS (KSČ) | SP 18. 6. 48 – 17. 12. 54                                                | 20. září 1951 – 24. září 1953       | Pověřenec zemědělství. |
| 8 | Štefan Gažík               |            | KSS (KSČ) | SP 18. 6. 48 – 17. 12. 54 SP 17. 12. 54 – 2. 8. 56                       | 24. září 1953 – 14. října 1955      | Pověřenec zemědělství. |
| 9 | Michal Chudík              |            | KSS (KSČ) | SP 17. 12. 54 – 2. 8. 56 SP 2. 8. 56 – 11. 7. 60                         | 14. října 1955 – 11. července 1960  | Pověřenec zemědělství, od 2. srpna 1956 do 1. července 1959 pověřenec zemědělství a lesního hospodářství, od 1. července 1959 pověřenec zemědělství. |

## Pověřenci zemědělství a předsedové příslušných komisíSNRv letech 1960–1968
| # | Jméno         | Fotografie | Strana    | SNR           | Funkční období                      | Poznámky                                                                                               |
| - | ------------- | ---------- | --------- | ------------- | ----------------------------------- | --- |
| 1 | Michal Chudík |            | KSS (KSČ) | SNR 1960-1964 | 14. července 1960 – 23. března 1963 | Pověřenec a předseda komise SNR pro zemědělství.                                                       |
| 2 | Koloman Boďa  |            | KSS (KSČ) | SNR 1964-1968 | 29. června 1964 – 29. prosince 1968 | Pověřenec a předseda komise SNR pro zemědělství. Od 27. dubna 1967 pověřenec pro zemědělství a výživu. |

## Ministři zemědělství ve vládách Slovenska v rámci československé federace
| # | Jméno             | Fotografie | Strana    | Vláda                                                          | Funkční období                      | Poznámky |
| - | ----------------- | ---------- | --------- | -------------------------------------------------------------- | ----------------------------------- | --- |
| 1 | Ján Janovic       |            | KSS (KSČ) | vláda Š. Sádovského a P. Colotky, 2., 3. a 4. vláda P. Colotky | 2. ledna 1969 – 18. června 1986     | Ministr zemědělství a výživy. V 3. vládě P. Colotky ministr zemědělství.                                                      |
| 2 | Július Varga      |            | KSS (KSČ) | vláda P. Colotky, I. Knotka a P. Hrivnáka                      | 18. června 1986 – 8. prosince 1989  | Ministr zemědělství a výživy.                                                                                                 |
| 3 | Miroslav Belanský |            | VPN       | vláda M. Čiče                                                  | 12. prosince 1989 – 26. června 1990 | Ministr zemědělství a výživy.                                                                                                 |
| 4 | Michal Džatko     |            | KDH       | 1. vláda V. Mečiara                                            | 27. června 1990 – 22. dubna 1991    | Ministr zemědělství a výživy.                                                                                                 |
| 5 | Viliam Oberhauser |            | KDH       | vláda J. Čarnogurského                                         | 23. dubna 1991 – 28. srpna 1991     | Ad interim ministr zemědělství a výživy.                                                                                      |
| 6 | Jozef Kršek       |            | KDH       | vláda J. Čarnogurského                                         | 28. srpna 1991 – 24. června 1992    | Ministr zemědělství a výživy.                                                                                                 |
| 7 | Peter Baco        |            | HZDS      | 2. vláda V. Mečiara                                            | 24. června 1992 – 31. prosince 1992 | Ministr zemědělství a výživy. Po zániku federace pokračoval ve vládě dál, nyní již jako ministr vlády samostatného Slovenska. |

## Ministři zemědělství samostatného Slovenska
| #  | Jméno            | Fotografie | Strana    | Vláda                                   | Funkční období                        | Poznámky                                  |
| -- | ---------------- | ---------- | --------- | --------------------------------------- | ------------------------------------- | ----------------------------------------- |
| 1  | Peter Baco       |            | HZDS      | 2. vláda V. Mečiara                     | 1. ledna 1993 – 15. března 1994       | Ministr zemědělství a výživy.             |
| 2  | Pavel Koncoš     |            | SDĽ       | vláda J. Moravčíka                      | 15. března 1994 – 13. prosince 1994   | Ministr zemědělství a výživy.             |
| 3  | Peter Baco       |            | HZDS      | 3. vláda V. Mečiara                     | 13. prosince 1994 – 30. října 1998    | Ministr zemědělství a výživy.             |
| 4  | Pavel Koncoš     |            | SDĽ       | 1. vláda M. Dzurindy                    | 30. října 1998 – 15. října 2002       | Ministr zemědělství.                      |
| 5  | Zsolt Simon      |            | SMK       | 2. vláda M. Dzurindy                    | 16. října 2002 – 4. července 2006     | Ministr zemědělství.                      |
| 6  | Miroslav Jureňa  |            | ĽS-HZDS   | 1. vláda R. Fica                        | 4. července 2006 – 28. listopadu 2007 | Ministr zemědělství.                      |
| 7  | Zdenka Kramplová |            | ĽS-HZDS   | 1. vláda R. Fica                        | 28. listopadu 2007 – 18. října 2008   | Ministryně zemědělství.                   |
| 8  | Stanislav Becík  |            | ĽS-HZDS   | 1. vláda R. Fica                        | 18. října 2008 – 16. září 2009        | Ministr zemědělství.                      |
| 9  | Vladimír Chovan  |            | ĽS-HZDS   | 1. vláda R. Fica                        | 16. září 2009 – 8. července 2010      | Ministr zemědělství.                      |
| 10 | Zsolt Simon      |            | Most-Híd  | vláda I. Radičové                       | 8. července 2010 – 4. dubna 2012      | Ministr zemědělství a rozvoje venkova.    |
| 11 | Ľubomír Jahnátek |            | SMER-SD   | 2. vláda R. Fica                        | 4. dubna 2012 – 23. dubna 2016        | Ministr zemědělství a rozvoje venkova.    |
| 12 | Gabriela Matečná |            | SNS       | 3. vláda R. Fica, vláda P. Pellegriniho | 23. dubna 2016 – 20. března 2020      | Ministryně zemědělství a rozvoje venkova. |
| 13 | Ján Mičovský     |            | OĽaNO     | vláda I. Matoviče                       | 21. března 2020 – 8. června 2021      | Ministr zemědělství a rozvoje venkova.    |
| 14 | Samuel Vlčan     |            | OĽaNO     | vláda E. Hegera                         | 8. června 2021 – 15. května 2023      | Ministr zemědělství a rozvoje venkova.    |
| 15 | Jozef Bíreš      |            | nestraník | vláda Ľ. Ódora                          | 15. května 2023 – 25. října 2023      | Ministr zemědělství a rozvoje venkova.    |
| 16 | Richard Takáč    |            | SMER-SD   | 4. vláda R. Fica                        | od 25. října 2023                     | Ministr zemědělství a rozvoje venkova.    |